# グリシッチ
グリシッチ（セルビア語: Глишић / Glišić、マケドニア語: Глишиќ Glishikj）は、セルビア語やマケドニア語に見られる姓。
- イヴァン・グリシッチ（セルビア・クロアチア語版、英語版） - ユーゴスラビアおよびセルビアの知識人、作家、ジャーナリスト
- ダルコ・グリシッチ（マケドニア語版、英語版） - 北マケドニアのサッカー選手
- ニコラ・グリシッチ - セルビアのサッカー選手
- ネナド・グリシッチ - ユーゴスラビアおよびセルビアの外交官、駐日セルビア大使
- ネナド・グリシッチ (作家)（セルビア語版） - ユーゴスラビアおよびセルビアの作家、俳句詩人
- ミロヴァン・グリシッチ（セルビア語版、英語版） - セルビア系オスマン帝国人の作家、劇作家、翻訳家